# La mestissa
La mestissa és una obra del pintor filipí Juan Luna Novicio, conservada a la Biblioteca Museu Víctor Balaguer, amb número de registre 3828. És una de les pintures que van configurar el llegat fundacional de la institució, on va ingressar l'any 1887.

## Descripció
La pintura representa una noia jove asseguda, en actitud de pentinar-se la seva llarga cabellera i amb la mirada dirigida a un element fora de camp –un mirall o un tocador. Es tracta d’una obra que s'emmarca en la tradició artística de l'Exotisme, que durant la segona meitat del segle XIX i principis del segle XX va causar furor en l’art occidental per la passió despertada per tot allò fora dels canons de la tradició europea. La brusa, lleugerament transparent i treballada amb brodats, i la faldilla, llarga i composta de franges roses i verdes, reforcen aquesta idea exòtica a través de la seva indumentària. Darrere seu, al respatller de la cadira, s'aprecia un xal penjat.
La signatura del pintor apareix a l'angle inferior esquerre.

## Història
L’obra va ingressar a la col·lecció de la Biblioteca Museu Víctor Balaguer l’any 1887, tal com consta al Butlletí del 26 de desembre d’aquell any:
| « | El célebre pintor filipino Sr. Luna y Novicio, autor de los famosos lienzos "El spoliarum", y "La batalla de Lepanto", ha entregado al fundador de este Instituto, con destino á nuestra pinacoteca, su gran cuadro "La mestiza", preciosa tela que excitó grandemente la admiración de los inteligentes en el certamen de productos filipinos recientemente celebrado en corte y que ha sido galardonado por el Jurado con el primer premio destinado a las artes. Será "La Mestiza" rico florón -que brillará en primer término- de la corona artística de nuestro Museo. No hallando la Directiva de este Instituto frases bastante expresivas con que demostrar su vivísimo reconocimiento hacia el Sr. D. Juan Luna y Novicio por su espléndida merced, acordó por unanimidad, en sesión del día 8 del presente mes, esculpir su nombre, en letras de oro, en la lápida de Protectores exímios que figura en el salón-pinacoteca. La firma del joven y afamado pintor que tan viril muestra ha dado con su talento de lo que pueden y valen los hijos del hermoso archipiélago filipino, será timbre de honor para la Biblioteca-Museo. | » |

Aquell mateix any, la pintura havia rebut el Diploma d'Honor a l'Exposició de les Illes Filipines celebrada a Madrid entre els mesos de juny i setembre; la formalització de la donació de la peça apareix en la Junta del 7 de desembre de 1888, en la qual Manuel Creus i Esther, vocal del Patronat, va llegir la carta de Víctor Balaguer on s'explicava la donació i s'esmentava la gravació del nom de Luna a la làpida honorífica de l'entrada com a mostra de la seva gratitud. Arran de la seva donació, el museu va acordar inscriure el nom de Juan Luna a la làpida d'honor de la façana principal de l'edifici.
La mestissa va ser la primera del total de cinc peces donades per Luna a la institució fundada per Víctor Balaguer que encara avui formen part de la seva col·lecció. Les quatre restants són: Herois anònims (1891; donació realitzada el 1893), L’avantguarda (1892; donació realitzada el 1893), Nu (1885; donació realitzada el 1894) i Figura femenina (1898; donació realitzada el 1898). Hi hagué una altra donació, la de la pintura "Espanya mirant cap a les colònies" (c.1888-1893), que a mitjans del segle xx va ser intercanviada per altres peces d'art modern i que avui en dia forma part del López Museum & Gallery de Manila. A la Biblioteca Museu Víctor Balaguer es conserva una còpia d'aquesta obra, signada per J. Francesc Ricart (número de registre 2552).
El gener de 1981 aquesta va ser una de les obres desaparegudes en el robatori perpetuat per Erik el Belga a la Biblioteca Museu, i recuperada juntament amb la resta de peces el 1983.
L’any 2017 la Biblioteca Museu va rebre la donació d’una versió d’aquesta mateixa obra realitzada per Hermen Anglada i Camarasa en la seva primera època, i que havia estat exposada l’any 1890 a l'ebenisteria del senyor Bertran.

## Exposicions
- «Between Worlds. Raden Saleh and Juan Luna». Galeria Nacional de Singapur, 2017[5]
- «Mirades a la col·lecció: Dones». Biblioteca Museu Víctor Balaguer, 2013[6]
- «Entre España y Filipinas: José Rizal, escritor». Biblioteca Nacional, 2011[7]
- «Surge et Ambula. 125è aniversari de la Biblioteca Museu Víctor Balaguer». Biblioteca Museu Víctor Balaguer, 2009
- «Filipiniana». Casa Àsia (sede en Madrid), 2006
- «Exposición de las Islas Filipinas». Madrid, 1887.